# Hillview, Illinois
Hillview là một làng thuộc quận Greene, tiểu bang Illinois, Hoa Kỳ. Năm 2010, dân số của làng này là 193 người.

## Dân số
Dân số qua các năm:
- Năm 2000: 179 người.
- Năm 2010: 193 người.